# Tetramorium humbloti
Tetramorium humbloti (лат.) — вид муравьёв из подсемейства Myrmicinae (Formicidae). Видовое название дано в честь L. Humblot, собравшего типовую серию на Коморских островах.

## Распространение
Восточная и южная Африка, Мадагаскар, Коморские острова (Grand Comoro Is., Ngasiya).

## Описание
Мелкие земляные муравьи; длина рабочих 3—4 мм. От близких видов отличается слабо скульптированной спинкой груди (особенно на пронотуме, он гладкий и блестящий), длинными шипами на заднегруди, отсутствием отстоящих волосков на первом тергите брюшка. Длина головы рабочих (HL) 0,73—0,83 мм, ширина головы (HW) 0,71—0,82 мм. Основная окраска тела коричневая, брюшко темнее. Усики рабочих и самок 11-члениковые. Петиоль чешуевидный в профиль с высоким узелком (примерно в 3 раза выше длины, сверху поперечный и эллиптический).  Усиковые бороздки хорошо развиты, длинные. Боковые части клипеуса килевидно приподняты около места прикрепления усиков. Жвалы широкотреугольные с зубчатым жевательным краем. Стебелёк между грудкой и брюшком состоит из двух члеников: петиолюса и постпетиолюса (последний четко отделен от брюшка), жало развито, куколки голые (без кокона). Заднегрудка с 2 проподеальными шипиками. Брюшко гладкое и блестящее. Гнездятся в земле.

## Таксономия
Включён в видовую группу Tetramorium weitzeckeri. Вид был впервые описан в 1891 году швейцарским мирмекологом Огюстом Форелем в составе подрода Xiphomyrmex.